# Procynosuchus
 Procynosuchus  (gr. „Vor-Hundekrokodil“) ist eine Gattung ursprünglicher Therapsiden innerhalb der Cynodontia. Fossilien dieses „säugetierähnlichen Reptils“ wurden im Mittel- und Oberperm (270 bis 251 mya) in Südafrika, Sambia und in der nordhessischen Korbacher Spalte gefunden. Der Procynosuchus wird gelegentlich scherzhaft „Korbacher Dackel“ genannt, da er mit seinen kurzen Beinen an einen Dackel erinnert.

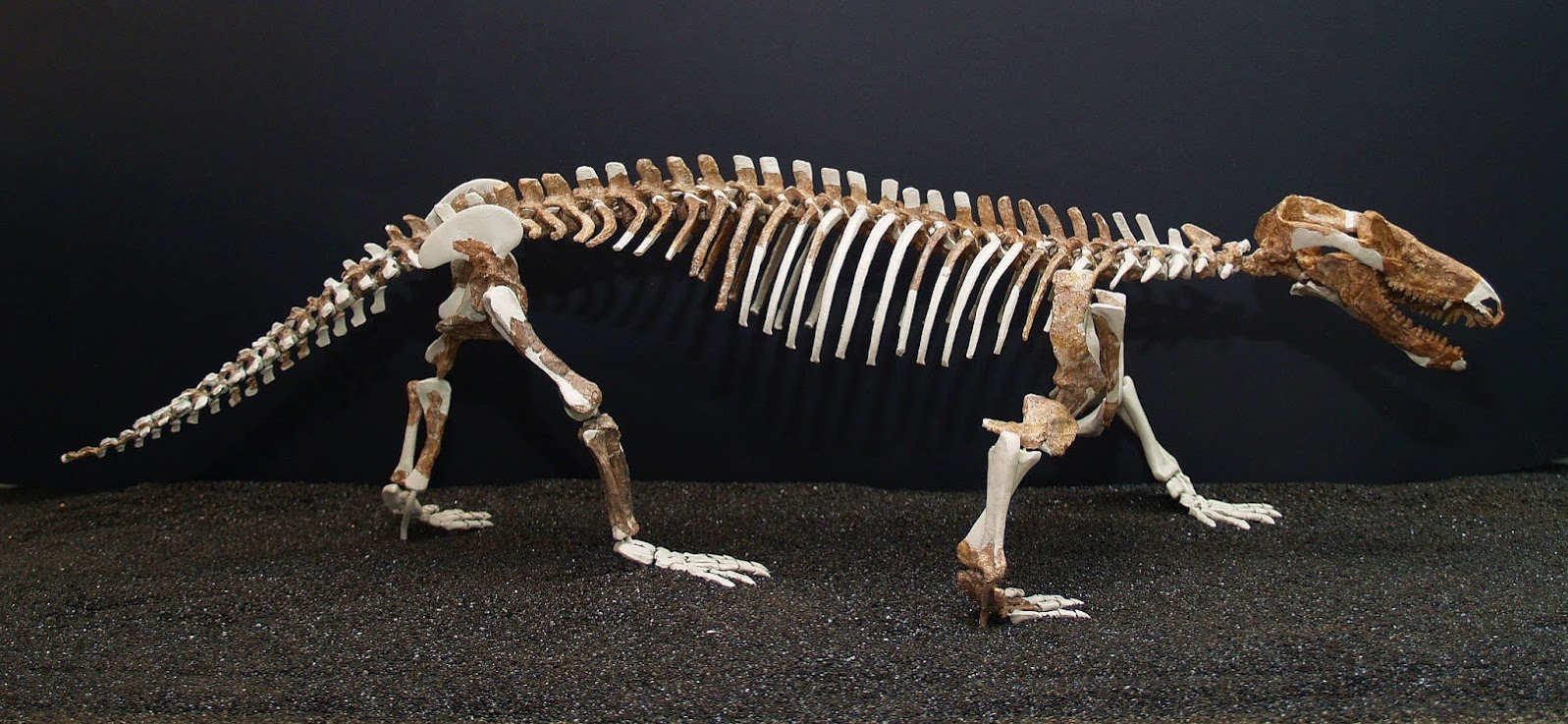
Skelettrekonstruktion des Procynosuchus

Procynosuchus war etwa 60 Zentimeter lang und wies im Gegensatz zu anderen Therapsiden Anpassungen an ein Leben im Wasser auf, insbesondere einen außergewöhnlich beweglichen Hinterkörper mit seitlich abgeplattetem Schwanz, der wahrscheinlich ein Schwimmen ähnlich dem von Krokodilen oder Ottern erlaubte. Es wird daher angenommen, dass Procynosuchus ähnlich wie diese Tiere semi-aquatisch lebte und sich von Fischen oder anderen Wassertieren ernährte.